# باندیکوت قهوه‌ای جنوبی
باندیکوت قهوه‌ای جنوبی (نام علمی: Isoodon obesulus) نام یک گونه از سرده باندیکوت پوزه‌کوتاه است.